# Kapuścińce (rejon tarnopolski)
Kapuścińce – wieś w rejonie tarnopolskim obwodu tarnopolskiego, założona w 1830 r. W II Rzeczypospolitej miejscowość była siedzibą gminy wiejskiej Kapuścińce w powiecie zbaraskim województwa tarnopolskiego. Wieś liczy 204 mieszkańców.
Do 2020 w rejonie zbaraskim.